# Paragonaster subtilis
Paragonaster subtilis är en sjöstjärneart som först beskrevs av Perrier 1881.  Paragonaster subtilis ingår i släktet Paragonaster och familjen Pseudarchasteridae. Inga underarter finns listade i Catalogue of Life.